# Karel De Boeck
Karel August Maria G. De Boeck (Mechelen, 3 augustus 1949) is een Belgisch voormalig bankier. Hij was van december 2008 tot juni 2009 CEO van de Fortis Holding. Het was de periode van de bankencrisis, gevolgd door de overname van Fortis door BNP Paribas. Van mei 2012 tot mei 2016 was hij tevens CEO van Dexia.

## Levensloop
Aan de Katholieke Universiteit Leuven behaalde Karel De Boeck het diploma van burgerlijk ingenieur elektrowerktuigkunde en dat van licentiaat in de economische wetenschappen. Hij verkreeg vervolgens een doctoraatsbeurs aan het Massachusetts Institute of Technology in de Verenigde Staten, maar verkoos die uiteindelijk niet te gebruiken.

### Fortis
De Boeck ging in 1976 aan de slag bij de Generale Bank en bleef nagenoeg zijn ganse loopbaan bij hetzelfde – later uitgebreide – bedrijf, waarbij hij steeds nauw betrokken was bij de fusieoperaties. Door deze ervaring was hij ook de geknipte man om later de integratie van ABN Amro in Fortis in goede banen te leiden. Toen de ASLK en de Generale Bank opgingen in Fortis trad hij in dienst bij eerstgenoemde instelling. Hij werd er voorzitter van het directiecomité van de ASLK-groep. Vervolgens werd hij lid van het directiecomité van de Generale Bank om in 1999 gedelegeerd bestuurder van de Fortis Bank te worden.
Een jaar later werd De Boeck er lid van het uitvoerend comité. Toen bekend geraakte dat Fortis ABN AMRO wilde overnemen, werd hij benoemd tot verantwoordelijk voor de integratie van de Nederlandse bank. In 2008 werd duidelijk dat deze transactie niet doorging, onder meer als gevolg van de krediet- en bankencrisis. In december 2008 ten slotte werd hij CEO van de Fortis Holding. Daarin werd hij op 1 juli 2009 opgevolgd door Bart De Smet.

### Dexia
Het federale kernkabinet nam op 7 mei 2012 de princiepsbeslissing om De Boeck voor 30 juni aan te stellen als CEO van de Dexia Holding. Eind juni 2012 werd hij eerst aangesteld als voorzitter van Dexia na het ontslag van Jean-Luc Dehaene. In augustus 2012 werd De Boeck CEO, als opvolger van Pierre Mariani. Voorzitter werd Robert De Metz. In mei 2016 werd De Boeck als CEO van Dexia door Wouter Devriendt opgevolgd.

### Overige activiteiten
Van 1999 tot 2002 was De Boeck voorzitter van de Belgische Vereniging van Banken, een vereniging die in 2003 opging in Febelfin. Van 2003 tot 2006 was hij voorzitter van de European Financial Management and Marketing Association.
Hij is sinds 2010 voorzitter van de sectororganisatie Boek.be. Verder is hij bestuurder van bouwbedrijf Willemen Groep en ondervoorzitter van de Griekse bank Piraeus Bank. Sinds 2023 is hij bestuurder van vastgoedbedrijf Ghelamco.